# Storena lebruni
Storena lebruni là một loài nhện trong họ Zodariidae.
Loài này thuộc chi Storena. Storena lebruni được Eugène Simon miêu tả năm 1886.